# Hassan Mouahid
Hassan Mouahid – marokański piłkarz grający na pozycji obrońcy. W swojej karierze rozegrał 4 mecze w reprezentacji Maroka.

## Kariera klubowa
Całą swoją karierę piłkarską Mouahid spędził w klubie Raja Casablanca, w którym zadebiutował w 1978 roku i w którym grał do 1990 roku. Wywalczył z nim mistrzostwo Maroka w sezonie 1987/1988 i wicemistrzostwo w sezonie 1985/1986 oraz zdobył Puchar Maroka w sezonie 1981/1982.

## Kariera reprezentacyjna
W reprezentacji Maroka Mouahid zadebiutował 13 marca 1988 w zremisowanym 1:1 meczu Pucharu Narodów Afryki 1988 z Zairem, rozegranym w Casablance. Na tym turnieju zagrał jeszcze w trzech meczach: grupowych z Algierią (1:0) i Wybrzeżem Kości Słoniowej (0:0) oraz półfinale z Kamerunem (0:1). Z Marokiem zajął 4. miejsce w tym turnieju. Mecze w Pucharze Narodów Afryki były jego jedynymi rozegranymi w kadrze narodowej.